# Lac Iruka
Le lac Iruka (入鹿池, Irukaike) est un lac de barrage situé à Inuyama dans la préfecture d'Aichi, au Japon.
Avec un périmètre d'environ 16 km, il est le deuxième plus grand lac artificiel du Japon.

## Le barrage
Le barrage fait 120 m de long pour 26,9 m de hauteur.

## Histoire
La construction du barrage commença véritablement en 1632, cependant les travaux rencontrèrent de nombreuses difficultés. Environ un an plus tard, la construction fut achevée.
En 1868, le barrage céda après de fortes pluies causant la mort de 941 personnes et en blessant 1 471 autres.

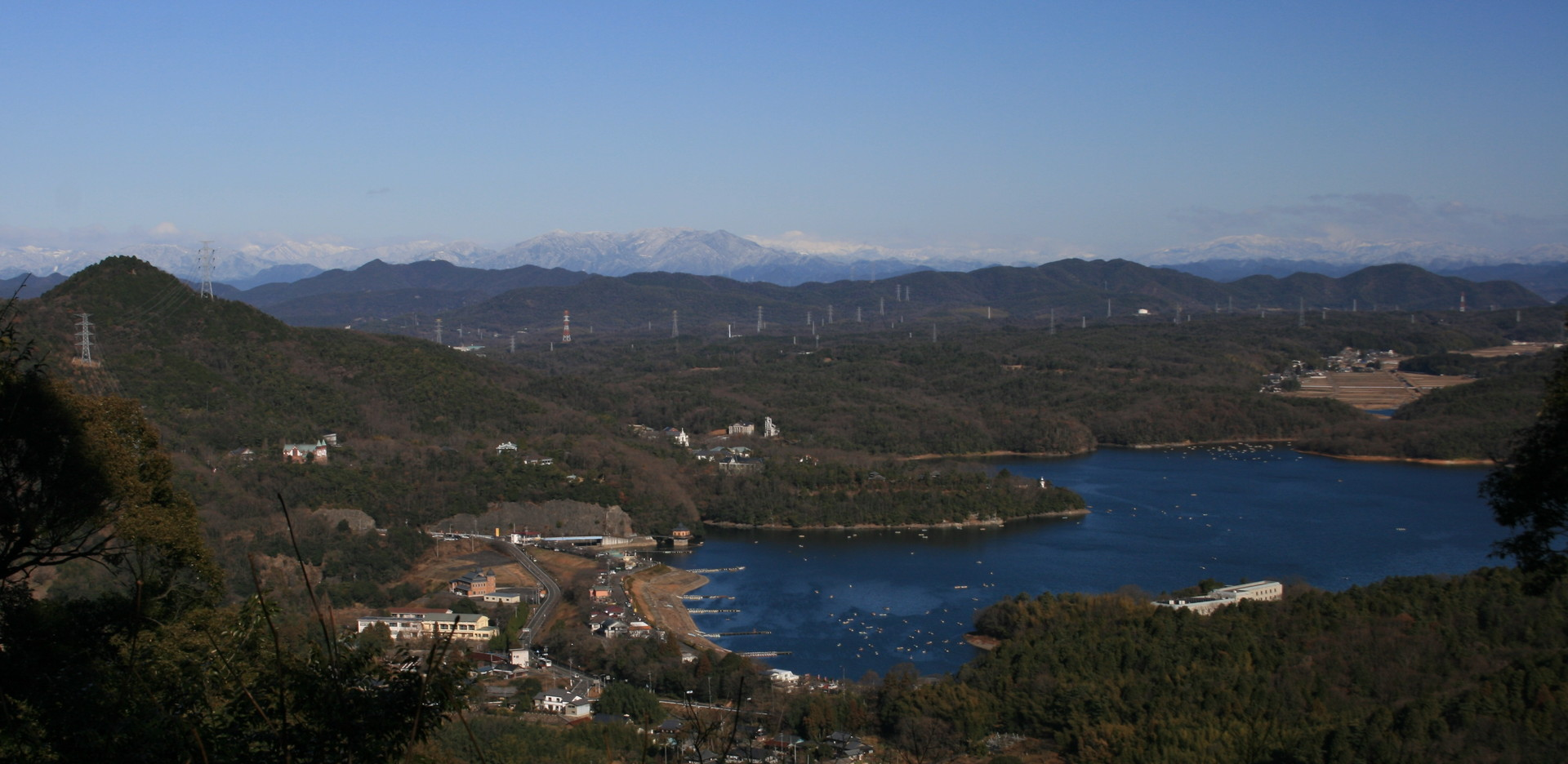
Lac Iruka vu du mont Owari-Haku

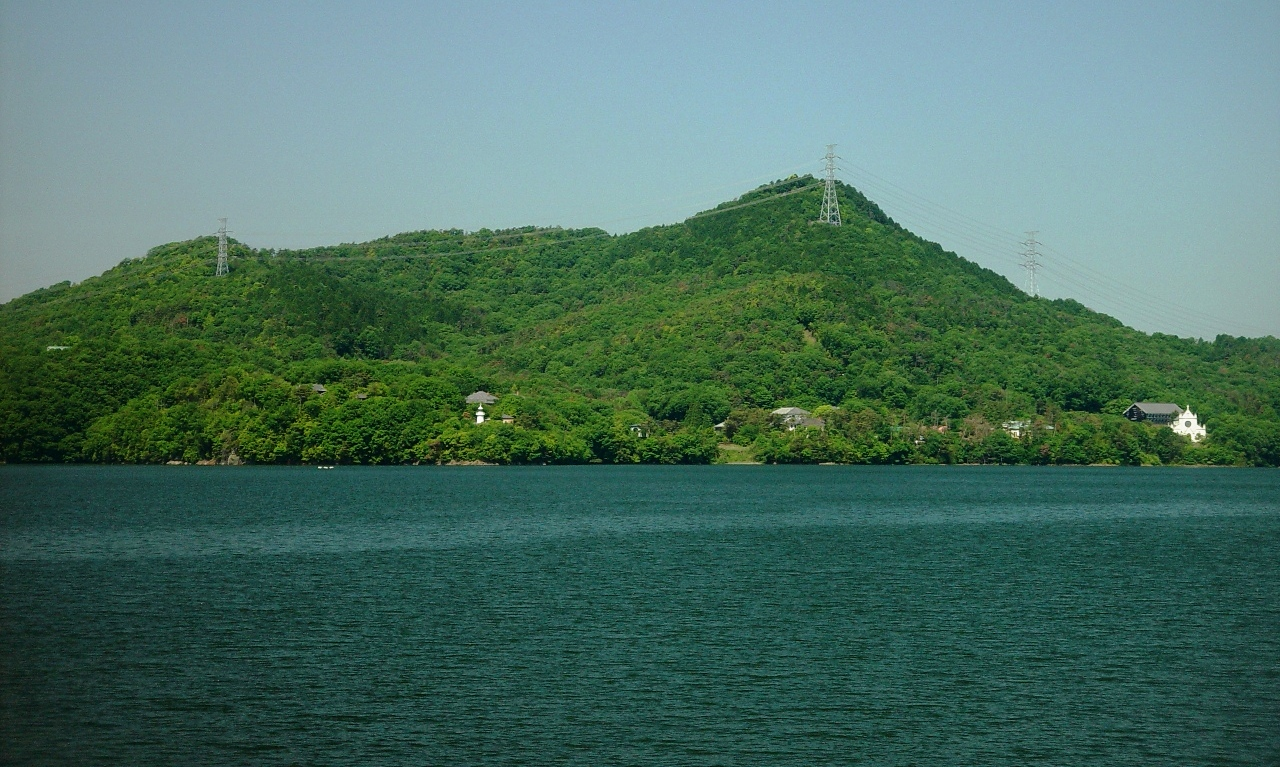
Lac Iruka et Mont Owari-Fuji